# Tepuibriljantkolibrie
De tepuibriljantkolibrie (Heliodoxa xanthogonys) is een vogel uit de familie Trochilidae (kolibries).

## Verspreiding en leefgebied
Deze soort komt voor in de tepuis van Venezuela, Guyana en Brazilië en telt twee ondersoorten:
- H. x. willardi: zuidelijk Venezuela.
- H. x. xanthogonys: oostelijk Venezuela, Guyana en het noordelijke deel van Centraal-Brazilië.